# Belarussische Küche

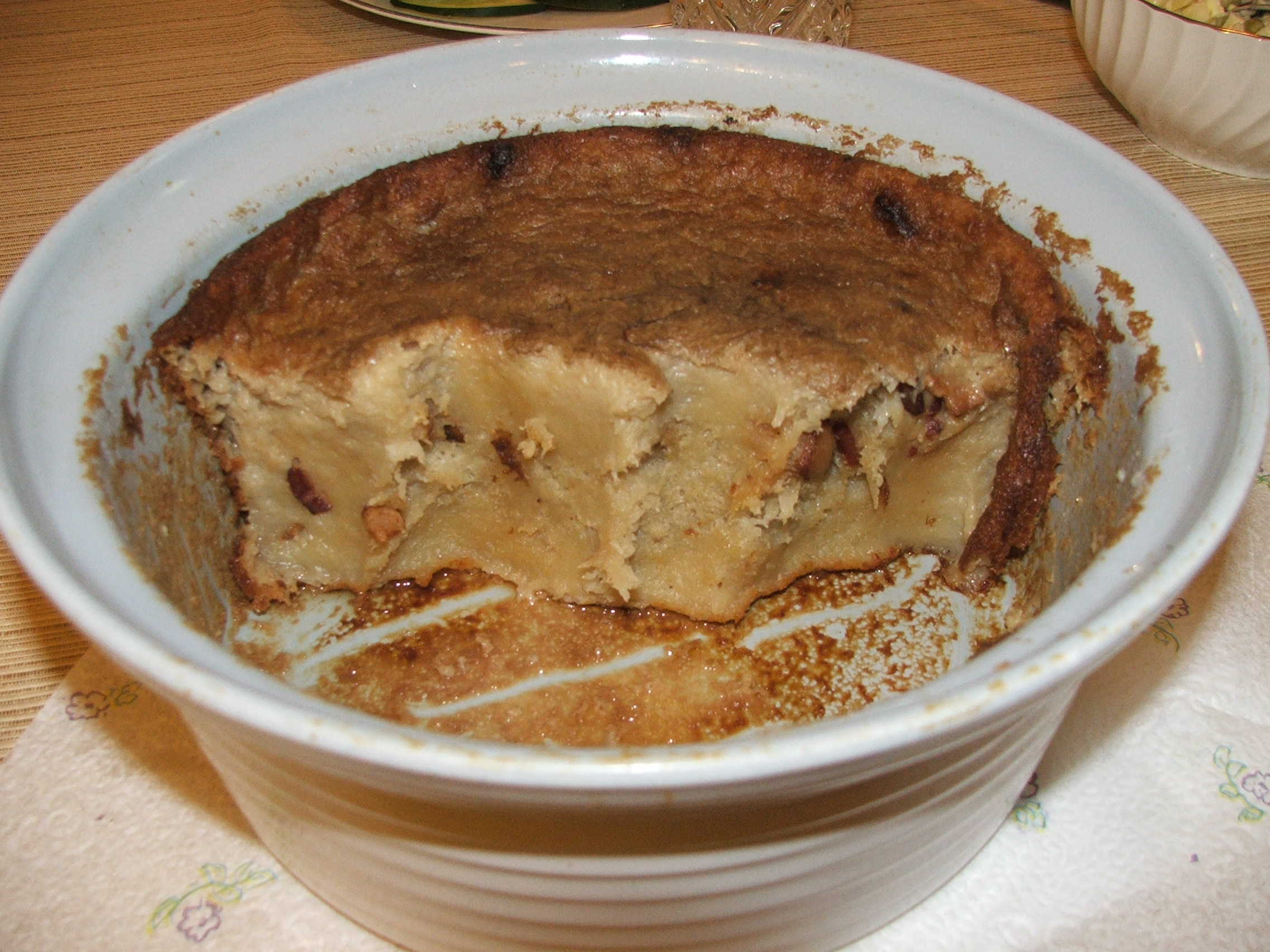
Traditionelles Kartoffelgericht Babka

Die belarussische Küche basiert auf Fleisch und verschiedenen Arten von Gemüse, wie andere Küchen der Staaten Ost- und Nordeuropas.

## Entstehung der belarussischen Küche
Die Esskultur entwickelte sich unterschiedlich in verschiedenen Regionen und unter verschiedenen Bevölkerungsgruppen des Staates.
Der unterschiedliche Glaube (orthodox-christlich bei den Kleinbauern, Union beim Kleinadel und Katholizismus beim Hofadel) führte zu einer uneinheitlichen Entwicklung der Kochkunst. Auch der Einfluss der jüdischen Küche auf die Herausbildung der belarussischen Küche darf nicht unterschätzt werden.

## Besonderheiten bei den Zutaten

### Gemüse

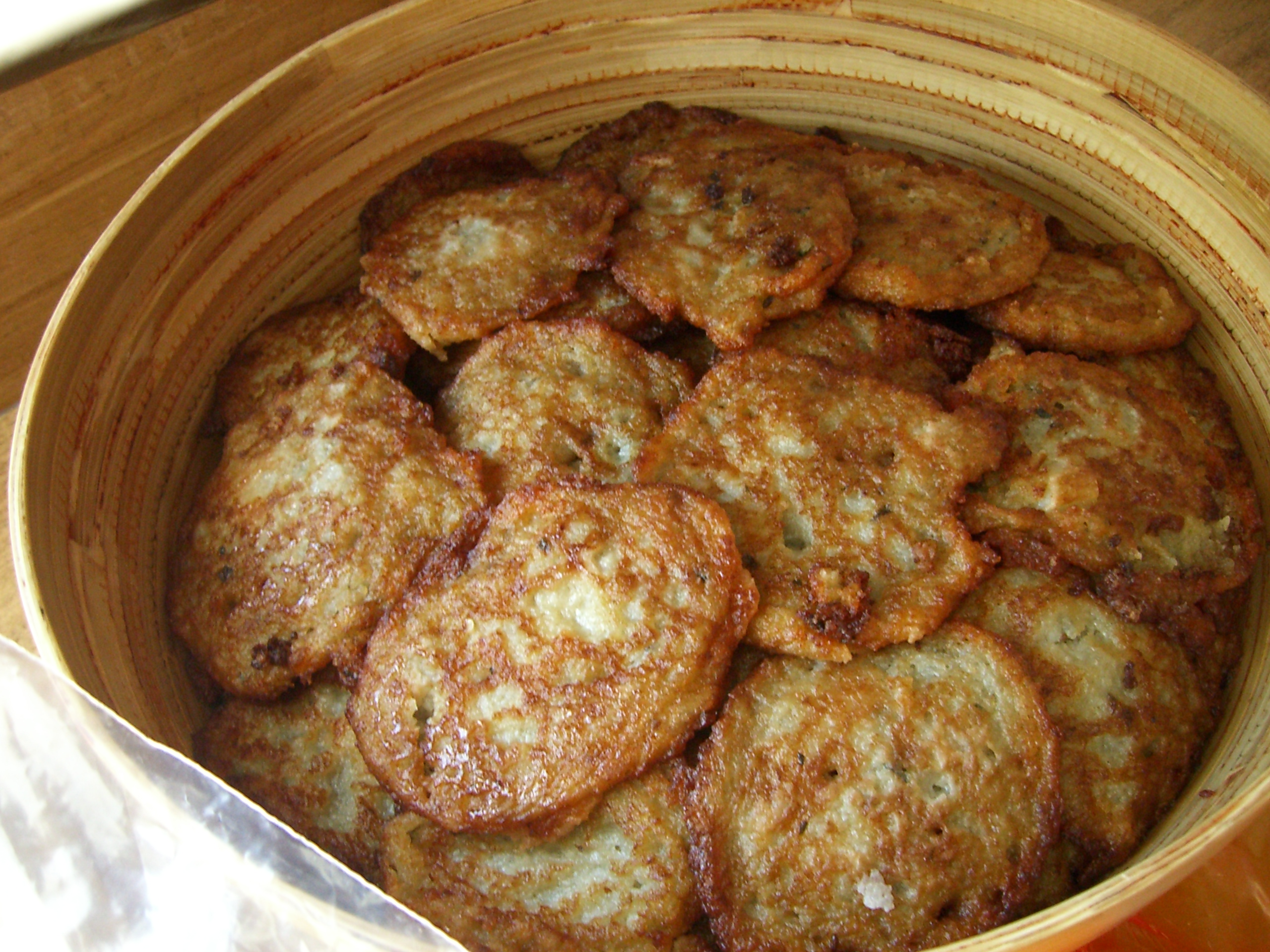
Draniki

In der belarussischen Küche findet man vor allem Kohl, Erbsen, Bohnen, Möhren und Kartoffeln. In diesem Punkt ist die belarussische Küche mit den anderen ostslawischen Küchen eng verwandt.
Die Kartoffel wurde in Belarus 75–90 Jahre früher als in Russland eingeführt. Beliebt sind vor allem stärkereiche Kartoffelsorten, die in Belarus selbst wachsen. Als bekanntestes Nationalgericht gelten Draniki, eine Art Kartoffelpuffer.

### Milch
Es gibt in der belarussischen Küche keine Milchspeisen in engerem Sinne. Jedoch werden viele Gerichte mit Quark, saurer Sahne, Molke oder Butter zubereitet.

### Hefe
In der belarussischen Küche ist Hefe lange Zeit unbekannt gewesen. Das hat zu einer besonderen Form runder Eierkuchen, der Bliny, geführt. Dabei wird Rastschina, eine selbständig gesäuerte Mischung aus Mehl und Wasser verwendet.
Bis heute wird Gebäck meistens mit Backpulver und nicht mit Hefe gebacken.

### Mehl
In der belarussischen Küche werden vorrangig dunkle Mehlsorten (Hafer-, Roggen-, Gersten-, Buchweizen- und Erbsenmehl) verwendet. Brot wird aus Roggenmehl hergestellt, Teig- und Backwaren aus Hafermehl. Ein Blick in belarussische Rezepte zeigt jedoch, dass sich inzwischen auch Weizenmehl etabliert hat.

### Pilze
Pilze werden im Gegensatz zur russischen Küche nicht gebraten, sondern gekocht oder gedünstet. Sie werden als Beilage gereicht und nicht als eigenes Gericht gegessen. Lange war das Marinieren und Einlegen von Pilzen, eine in anderen ostslawischen Küchen sehr beliebte Methode der Zubereitung, unbekannt. Beliebt ist es, Gemüse- und Fleischgerichte mit einem Pulver aus getrockneten Pilzen zuzubereiten.

### Fische und Krebse
Belarus hat keinen Zugang zum Meer. Deshalb verwendet man vor allem Flussfische und Krebse. Der Fisch wird dabei meist als Ganzes (und oft auch mit Schuppen) gebacken oder als Hackmasse zu Klößen geformt. Gebraten wird Fisch normalerweise nicht.

### Obst
In der belarussischen Küche spielen vor allem die einheimischen Waldbeeren, Äpfel und Birnen eine große Rolle. Gerichte werden gewöhnlich nur unter Verwendung einer Obstart hergestellt.

## Getränke
Neben alkoholischen Getränken wie Wodka und Bier sind auch Getränke wie Kwas oder Kompot sehr beliebt. Kwas wird aus Brot oder Getreide hergestellt, während Kompot aus Früchten gemacht wird, welche in Zuckerwasser gekocht werden.

## Süßspeisen
Eine belarussische Spezialität ist das Syrok, ein mit Schokolade umhüllter Quarkriegel. Syrok wird in verschiedenen Regionen produziert, am bekanntesten ist jedoch Syrok aus der Stadt Waloschyn im Minskaja Woblasz.

## Besonderheiten der Zubereitung
In der belarussischen Küche wird weitgehend der russische Ofen verwendet.